# Lista odcinków serialu Power Rangers: Mistyczna moc
Lista odcinków Power Rangers: Mistyczna moc
Poniżej znajduje się lista odcinków serialu Power Rangers: Mistyczna moc emitowanego w Polsce przez stację Jetix.
| 1 | Broken Spell        | Złamane zaklęcie cz.1 |
| Trzęsienie ziemi otwiera dostęp do Podziemi, znajdującego się tuż obok Briarwood. Siły ciemności po raz kolejny zostają uwolnione ze swojego więzienia! Czarodziejka Udonna szukając Power Rangers, którzy obroniliby ludzki świat przed złem, znajduje czwórkę odważnych nastolatków pracujących w sklepie z płytami. Niestety, wciąż brakuje Czwartego Rangera.                     |                     |                       |
| 2 | Broken Spell        | Złamane zaklęcie cz.2 |
| Podczas Straszliwej walki Koragg Rycerz - pokonuje Udonnę, odbierając jej zdolność transformacji. Nowi Rangersi nie mają wyboru - muszą stanąć do walki z Koraggiem i jego Ohydniakami! Czy Nick wypełni swoje przeznaczenie zostając Czerwonym Rangerem i ratując swych nowych przyjaciół?                                                                                           |                     |                       |
| 3 | Code Busters        | Łamacze kodów         |
| Vida i Chip podejmują pracę jako bohaterowie do wynajęcia, jednak wkrótce muszą uratować pozostałych Rangersów z brzucha Mucora - potwora wysłanego przez Morticona. Królowa wampirów, Necrolai, także wychodzi na powierzchnię, by stawić czoła Power Rangers, którzy i tak mają pełne ręce roboty, walcząc Hydro-Robalem.                                                           |                     |                       |
| 4 | Rock Solid          | Twardy jak skała      |
| Tym razem Necrolai zamierza przy użyciu Clawbstera zamienić wszystkich mieszkańców Briarwood w kamienie. Madison zostaje zamieniona w pomnik, więc reszta drużyny wyrusza na Mistycznych Ścigaczach, by jej pomóc, stawiąc czoło Koraggowi i Styxoidom. W ostatniej walce naprzeciw siebie stają Clawbster oraz Megazord Tytanów należący do Rangersów.                               |                     |                       |
| 5 | Whispering Voices   | Głosy                 |
| Korrag wybiera sobie za cel Nicka - najsilniejszego z Rangersów. Przy pomocy Różdżki Śniegu Udonny przesyła do jego głowy głosy namawiacego go do odejścia z drużyny Rangersów. Jakby tego było mało, Nick zostaje oskarżony o kradzież pieniędzy ze sklepowej kasy. Wszystko kończy się wielkim, rozegranym na opuszczonej plaży pojedynkiem między Korragiem a Czerwonym Rengersem. |                     |                       |
| 6 | Legendary Catastros | Legendarny Katastros  |
| Nick trafia do innego wymiaru, gdzie poznaje potężnego rumaka należącego do Korraga - legendarnego Katastrosa! Katastros został zraniony przez zdradziecką Necrolai, lecz Nick zamierza mu pomóc i uciec na jego grzbiecie.Razem spróbują odzyskać moc Megazordas kradzioną Rangersom przez Koragga.                                                                                  |                     |                       |
| 7 | Fire Heart          | Płomienne serce       |
| W poszukiwaniu potężnego Płomiennego Serca Rangersi zapuszczają się w ostępy mrocznego Lasu Cymeriańskiego. Necrolai jest jednak tuż za nimi, ma w rękach mapę przedstawiającą lokalizację poszukiwanego reliktu. W lesie pełnym gigantycznych pająków na czele, drużyna jest w większych tarapatach niż kiedykolwiek dotąd!                                                          |                     |                       |
| 8 | Stranger Within     | Obcy wśród nas cz.1   |
| Vida i Leelee wybierają się na dyskotekę, na której tajemniczy DJ Fly rzuca na Vidę czar. Wkrótce okazuje się, że DJ Fly to potwór zwany Muchołapem! Necrolai wysyła go, żeby zamienił wszystkich nastolatków Briarwood w wampiry. Jako że reszta Rangersów szuka Płomiennego Serca, wszystko leży w rękach Vidy. Czy poradzi sobie zupełnie sama?                                    |                     |                       |
| 9 | Stranger Within     | Obcy wśród nas cz.2   |
| Rangersi pokonali Muchołapa, więc Briarwood znów jest bezpieczne. Niestety, Vida wciąż jest wampirem i nie chce dopuścić, by Chip zniszczył Necrolai przy pomocy Kryształu Świtu. Czy Rangersi zdejmą z niej klątwę? Kim tak naprawdę jest Leelee? |                     |                       |
| 10 | Petrified Xander    | Skamieniały Xander    |
| Xander ma problemy w cerą, więc żeby pozbyć się pryszcza, używa jednego z eliksirów Clare. Okazuje się, że to dużą pomyłką, gdyż substancja zaczyna zamieniać go w drzewo. Z tego powodu nie może wspomóc przyjaciół walczących ze strasznym Skullingtrosem. Czy Zielonym Ranger odzyska swój dawny wygląd?                                                                           |                     |                       |
| 11 | The Gatekeeper      | Strażnik bramy cz.1   |
| Clare odkrywa, że Niella, jej matka, była siostrą Udonny. Znajdując w sobie moc Strażniczki Bramy, pokonuje Necrolai. Niestety, nie jest wystarczająco potężna, by dać radę Korragowi, który chcąc zmusić ją do otwarcia bram do Podziemia i uwolnienia Morticona, porywa Udonnę. |                     |                       |
| 12 | The Gatekeeper      | Strażnik bramy cz.2   |
| Morticon ucieka z Podziemia! Megazord Tytanów, należący do Rangersów, rozszczelnia Bramę, uwalniając pana ciemności. Nick musi uratować Clare, a Rangersi, mocą Udonny odesłać Morticona do podziemia.Czy dadzą radę? |                     |                       |